# Михайлишин Ігор Миколайович

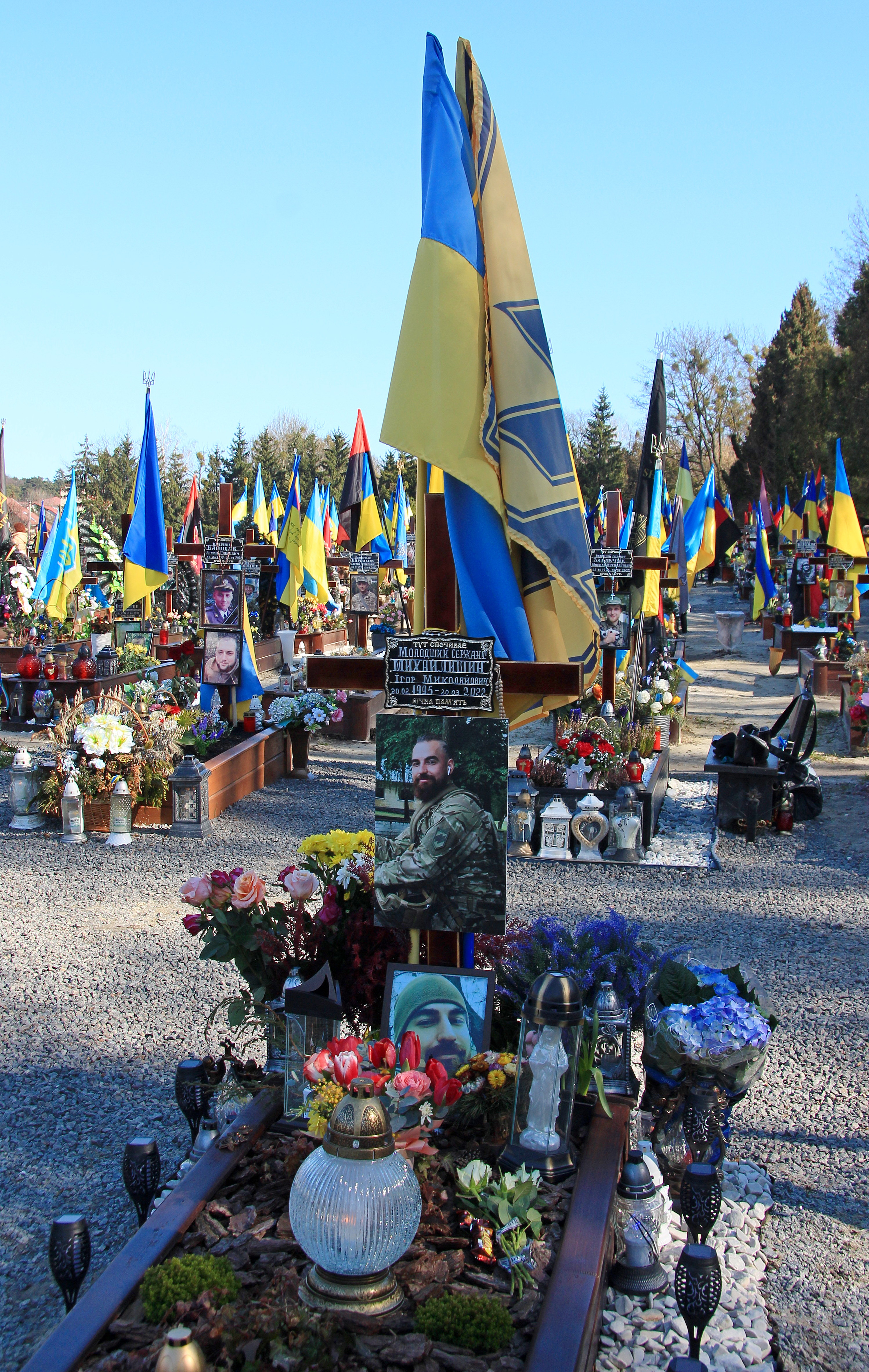

Ігор Миколайович Михайлишин (20 лютого 1995, м. Львів — 20 березня 2022, м. Маріуполь) — молодший сержант підрозділу Національної гвардії України, учасник російсько-української війни, що загинув під час російського вторгнення в Україну в 2022 році.

## Життєпис
Народився 20 лютого 1995 р. у Львові. Закінчив середню загальноосвітню школу № 65 міста Львова.
Навчався у Львівському вищому професійному училищі інформаційно-комп’ютерних технологій та Національній академії внутрішніх справ.
Протягом 2013 – 2014 років був активним учасником Революції Гідності .
Із 2014 по 2017 роки проходив службу у добровольчому батальйоні «Азов» патрульної служби міліції особливого призначення Міністерства внутрішніх справ України (зараз — Окремий загін спеціального призначення «Азов» Національної гвардії України). У складі полку перебував у секторі «М» зони проведення АТО та брав участь у Широкинській операції.
У 2017 році проходив військову службу у 199-му навчальному центрі Десантно-штурмових військ Збройних Сил України, а згодом — у 80-ій окремій десантно-штурмовій бригаді ДШВ ЗСУ. Молодший сержант. Із 2021 року продовжив військову службу в Окремому загоні спеціального призначення «Азов» військової частини 3057 Нацгвардії України.
Командир 3-го відділення 3-го взводу оперативного призначення 3-ї роти оперативного призначення 2-го батальйону оперативного призначення ОЗСП «Азов».
Під час оборони Маріуполя тримав позицію в приватному секторі і відбивав її від кадировців з різної зброї.

## Загибель
Загинув 20 березня 2022 під час виконання бойового завдання отримав поранення, несумісні з життям
Указом Президента України від 2 квітня 2022 року № 202/2022 посмертно нагороджений орденом «За мужність» ІІІ ступеня.
Похований 20 липня у Львові, на Личаківському цвинтарі. В Ігоря Михайлишина залишились батьки, сестра, дідусь і бабуся .

## Нагороди
- орден «За мужність» III ступеня (2022, посмертно) — за особисту мужність і самовіддані дії, виявлені у захисті державного суверенітету та територіальної цілісності України, вірність військовій присязі, зразкове виконання службового обов'язку.
- «Почесний знак Святого Юрія» (посмертно) [1].